# Валдемар Титгенс
Валдемар Титгенс (Хамбург , 26. март 1879 — 28. јули 1919) био је немачки веслач на прелазу из 19. у 20. век, учесник Летњих олимпијскимих играма 1900. Био је члан немачког веслачког клуба Хамбург.
На Олимпијским играма 1900. такмичио се у две веслачке дисцилине: четверцу са кормиларом и осмерцу. У такмичењу четвераца са кормиларом десило се нешто необично за спортска такмичења. Због неслагања такмичара и судија после трка у предакмичењу одлучено је да се званично одрже две финалне трке тзв. А и Б финале. Победницима финала су подељена два комлета медаља. МОК је касније признао резултате, а тиме и освајаче медаља оба финала. 
Посада коју су поред њега чинили његова браћа Оскар, Карл и Густав Гослер и Валтер Каценштајн учествовала је у Б финалу и освојили златну медаљу.
Са посадом осмераца заузео је 4. место.